# Cassaniouze
Cassaniouze (en occitan : Cassanhosa) est une commune française située dans le département du Cantal, en région Auvergne-Rhône-Alpes.
Le village est situé sur le méridien de Paris. Il fait partie de l'aire d'attraction d'Aurillac.
Le village a été reconstruit après un épisode de peste[Quand ?][évasif][réf. nécessaire] un peu plus au nord et en hauteur.

## Géographie

### Communes limitrophes
Les communes limitrophes sont  Conques-en-Rouergue, Junhac, Puycapel, Sénezergues et Vieillevie.
| Puycapel |                               | Sénezergues |
|          | Cassaniouze                   | Junhac      |
|          | Conques-en-Rouergue (Aveyron) | Vieillevie  |

### Climat
Pour des articles plus généraux, voir Climat d'Auvergne-Rhône-Alpes et Climat du Cantal.
En 2010, le climat de la commune est de type climat océanique altéré, selon une étude du CNRS s'appuyant sur une série de données couvrant la période 1971-2000. En 2020, Météo-France publie une typologie des climats de la France métropolitaine dans laquelle la commune est exposée à un climat de montagne ou de marges de montagne et est dans la région climatique  Ouest et nord-ouest du Massif Central, caractérisée par une pluviométrie annuelle de 900 à 1 500 mm, maximale en automne et en hiver. 
Pour la période 1971-2000, la température annuelle moyenne est de 10,8 °C, avec une amplitude thermique annuelle de 15,5 °C. Le cumul annuel moyen de précipitations est de 1 191 mm, avec 11,7 jours de précipitations en janvier et 7,2 jours en juillet. Pour la période 1991-2020, la température moyenne annuelle observée sur la station météorologique de Météo-France la plus proche, sur la commune de Sénezergues à 3 km à vol d'oiseau, est de 12,3 °C et le cumul annuel moyen de précipitations est de 1 137,8 mm,. Pour l'avenir, les paramètres climatiques de la commune estimés pour 2050 selon différents scénarios d'émission de gaz à effet de serre sont consultables sur un site dédié publié par Météo-France en novembre 2022.

## Urbanisme

### Typologie
Au 1er janvier 2024, Cassaniouze est catégorisée commune rurale à habitat très dispersé, selon la nouvelle grille communale de densité à 7 niveaux définie par l'Insee en 2022.
Elle est située hors unité urbaine. Par ailleurs la commune fait partie de l'aire d'attraction d'Aurillac, dont elle est une commune de la couronne,. Cette aire, qui regroupe 85 communes, est catégorisée dans les aires de 50 000 à moins de 200 000 habitants,.

### Occupation des sols
L'occupation des sols de la commune, telle qu'elle ressort de la base de données européenne d’occupation biophysique des sols Corine Land Cover (CLC), est marquée par l'importance des forêts et milieux semi-naturels (52,1 % en 2018), en diminution par rapport à 1990 (53 %). La répartition détaillée en 2018 est la suivante : forêts (46,8 %), zones agricoles hétérogènes (35 %), prairies (12,8 %), milieux à végétation arbustive et/ou herbacée (5,3 %). L'évolution de l’occupation des sols de la commune et de ses infrastructures peut être observée sur les différentes représentations cartographiques du territoire : la carte de Cassini (XVIIIe siècle), la carte d'état-major (1820-1866) et les cartes ou photos aériennes de l'IGN pour la période actuelle (1950 à aujourd'hui).

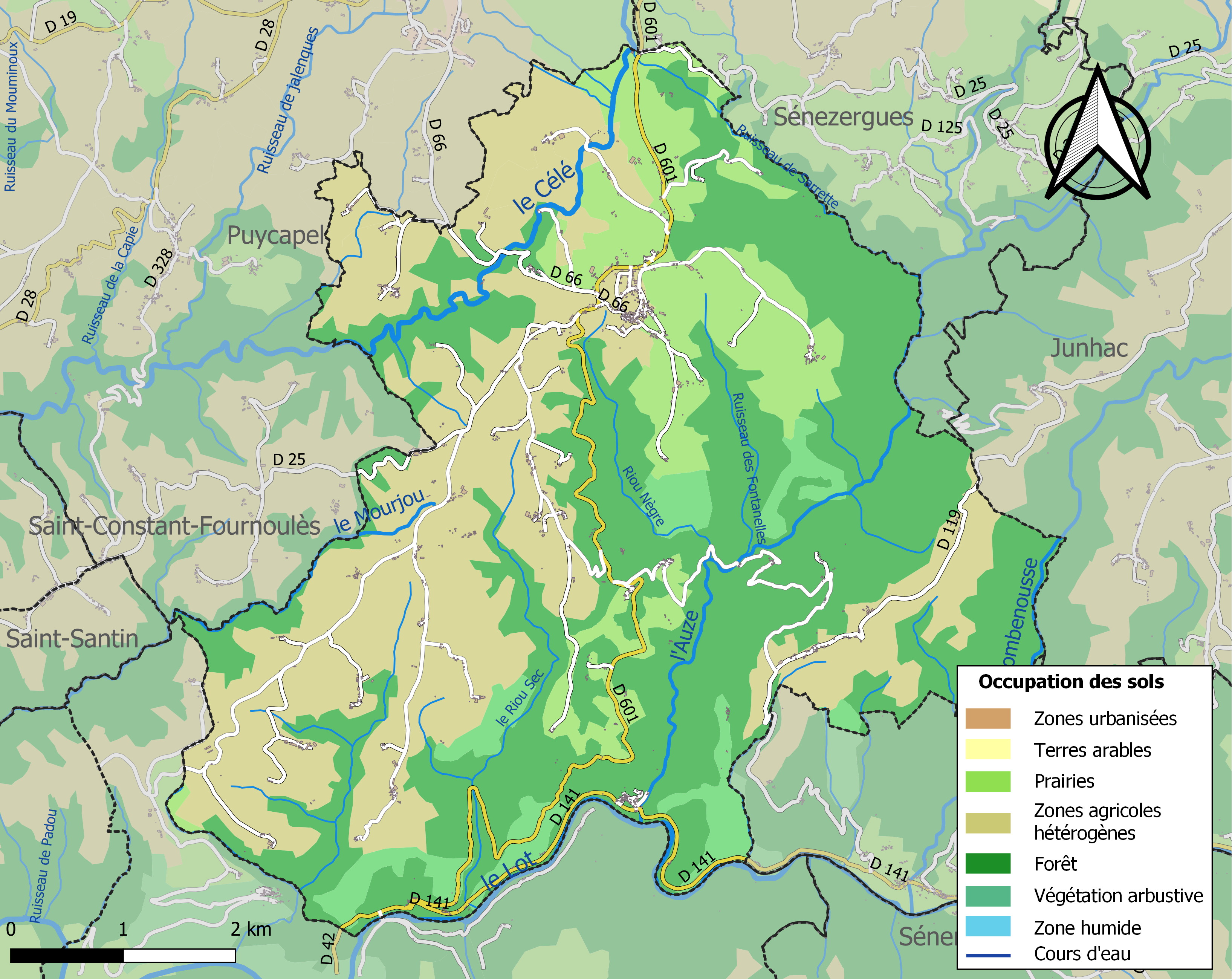
Carte des infrastructures et de l'occupation des sols de la commune en 2018 (CLC).

### Habitat et logement
En 2018 le nombre total de logements dans la commune était de 440, alors qu'il était de 424 en 2013 et de 409 en 2008.
Parmi ces logements 57,1 % étaient des résidences principales, 31,2 % des résidences secondaires et 11,8 % des logements vacants. Ces logements étaient pour 94,7 % d'entre eux des maisons individuelles et pour 4,6 % des appartements.
Le tableau ci-dessous présente la typologie des logements à Cassaniouze en 2018 en comparaison avec celle du Cantal et de la France entière. Une caractéristique marquante du parc de logements est ainsi une proportion de résidences secondaires et logements occasionnels (31,2 %) supérieure à celle du département (20,4 %) et à celle de la France entière (9,7 %). Concernant le statut d'occupation de ces logements, 85,4 % des habitants de la commune sont propriétaires de leur logement (87,1 % en 2013), contre 70,4 % pour le Cantal et 57,5 pour la France entière.
| Typologie                                               | Cassaniouze | Cantal | France entière |
| ------------------------------------------------------- | ----------- | ------ | -------------- |
| Résidences principales (en %)                           | 57,1        | 67,7   | 82,1           |
| Résidences secondaires et logements occasionnels (en %) | 31,2        | 20,4   | 9,7            |
| Logements vacants (en %)                                | 11,8        | 11,9   | 8,2            |

## Toponymie
Le toponyme Cassaniouze est issu du gaulois cassanos, signifiant chêne.

## Histoire
La commune a la particularité d'avoir compté au XIXe siècle une communauté de croyants appelés "les enfarinés de Cassaniouze", appartenant à la Petite Église. Les derniers adeptes de cette église schismatique refusant le concordat n'ont réintégré qu'en 1911 l'Église catholique apostolique et romaine, c'est-à-dire après l'adoption des lois de séparation de l'Église et de l'État abolissant en 1905 le concordat de 1801.
Elle a accueilli en 1943-1944 quelques dizaines d'enfants de villes comme Marseille pour les mettre à l'abri des bombardements alliés, qui visaient à libérer le pays mais mettaient en péril la vie des habitants. Le 27 mai 1944 Marseille a ainsi été atteinte par un bombardement d'une grande violence qui tua plusieurs milliers de personnes. En accueillant les "petits Marseillais" Cassaniouze préserva leur vie.

## Politique et administration

### Découpage territorial
La commune de Cassaniouze est membre de la communauté de communes de la Châtaigneraie Cantalienne, un établissement public de coopération intercommunale (EPCI) à fiscalité propre créé le 1er janvier 2017 dont le siège est à Saint-Mamet-la-Salvetat. Ce dernier est par ailleurs membre d'autres groupements intercommunaux.
Sur le plan administratif, elle est rattachée à l'arrondissement d'Aurillac, à la circonscription administrative de l'État du Cantal et à la région Auvergne-Rhône-Alpes.
Sur le plan électoral, elle dépend du canton d'Arpajon-sur-Cère pour l'élection des conseillers départementaux, depuis le redécoupage cantonal de 2014 entré en vigueur en 2015, et de la première circonscription du Cantal  pour les élections législatives, depuis le dernier découpage électoral de 2010.

### Liste des maires
| Période                                  | Période                       | Identité         | Étiquette | Qualité  |
| ---------------------------------------- | ----------------------------- | ---------------- | --------- | -------- |
| Les données manquantes sont à compléter. |                               |                  |           |          |
| mars 2001                                | En cours (au 19 février 2022) | Michel Castanier | PRG       | Retraité |

### Divers
- La commune fait partie de l'association des communes de France aux noms burlesques et chantants.

## Démographie

### Évolution démographique
L'évolution du nombre d'habitants est connue à travers les recensements de la population effectués dans la commune depuis 1793. Pour les communes de moins de 10 000 habitants, une enquête de recensement portant sur toute la population est réalisée tous les cinq ans, les populations de référence des années intermédiaires étant quant à elles estimées par interpolation ou extrapolation. Pour la commune, le premier recensement exhaustif entrant dans le cadre du nouveau dispositif a été réalisé en 2004.

En 2022, la commune comptait 503 habitants, en évolution de −6,68 % par rapport à 2016 (Cantal : −1,08 %, France hors Mayotte : +2,11 %).
| 1793  | 1800 | 1806  | 1821  | 1831  | 1836  | 1841  | 1846  | 1851  |
| ----- | ---- | ----- | ----- | ----- | ----- | ----- | ----- | ----- |
| 1 667 | 933  | 1 570 | 1 652 | 1 815 | 1 857 | 1 411 | 1 641 | 1 599 |

| 1856  | 1861  | 1866  | 1872  | 1876  | 1881  | 1886  | 1891  | 1896  |
| ----- | ----- | ----- | ----- | ----- | ----- | ----- | ----- | ----- |
| 1 604 | 1 465 | 1 506 | 1 530 | 1 550 | 1 447 | 1 451 | 1 395 | 1 473 |

| 1901  | 1906  | 1911  | 1921  | 1926  | 1931  | 1936  | 1946 | 1954 |
| ----- | ----- | ----- | ----- | ----- | ----- | ----- | ---- | ---- |
| 1 397 | 1 318 | 1 216 | 1 127 | 1 133 | 1 036 | 1 003 | 986  | 945  |

| 1962 | 1968 | 1975 | 1982 | 1990 | 1999 | 2004 | 2006 | 2009 |
| ---- | ---- | ---- | ---- | ---- | ---- | ---- | ---- | ---- |
| 907  | 809  | 719  | 684  | 587  | 547  | 526  | 520  | 511  |

| 2014 | 2019 | 2022 | - | - | - | - | - | - |
| ---- | ---- | ---- | - | - | - | - | - | - |
| 534  | 507  | 503  | - | - | - | - | - | - |

### Pyramide des âges
La population de la commune est relativement âgée. En 2020, le taux de personnes d'un âge inférieur à 30 ans s'élève à 20 %, soit un taux inférieur à la moyenne départementale (26,7 %). À l'inverse, le taux de personnes d'un âge supérieur à 60 ans (51,3 %) est supérieur au taux départemental (36,3 %).
En 2020 la commune comptait 262 hommes pour 243 femmes, soit un taux de 51,88 % d'hommes, supérieur au taux départemental (48,84 %).
Les pyramides des âges de la commune et du département s'établissent comme suit :
| Hommes | Classe d’âge | Femmes |
| ------ | ------------ | ------ |
| 1,5    | 90 ou +      | 3,7    |
| 15,7   | 75-89 ans    | 17     |
| 31,8   | 60-74 ans    | 33     |
| 17,9   | 45-59 ans    | 16,8   |
| 12,1   | 30-44 ans    | 10,5   |
| 9,8    | 15-29 ans    | 6,9    |
| 11,2   | 0-14 ans     | 12     |

| Hommes | Classe d’âge | Femmes |
| ------ | ------------ | ------ |
| 1,2    | 90 ou +      | 3,1    |
| 10,1   | 75-89 ans    | 13,5   |
| 22,9   | 60-74 ans    | 22,6   |
| 21,8   | 45-59 ans    | 20,5   |
| 16,1   | 30-44 ans    | 15,2   |
| 13,8   | 15-29 ans    | 11,9   |
| 14,2   | 0-14 ans     | 13,3   |

## Culture locale et patrimoine

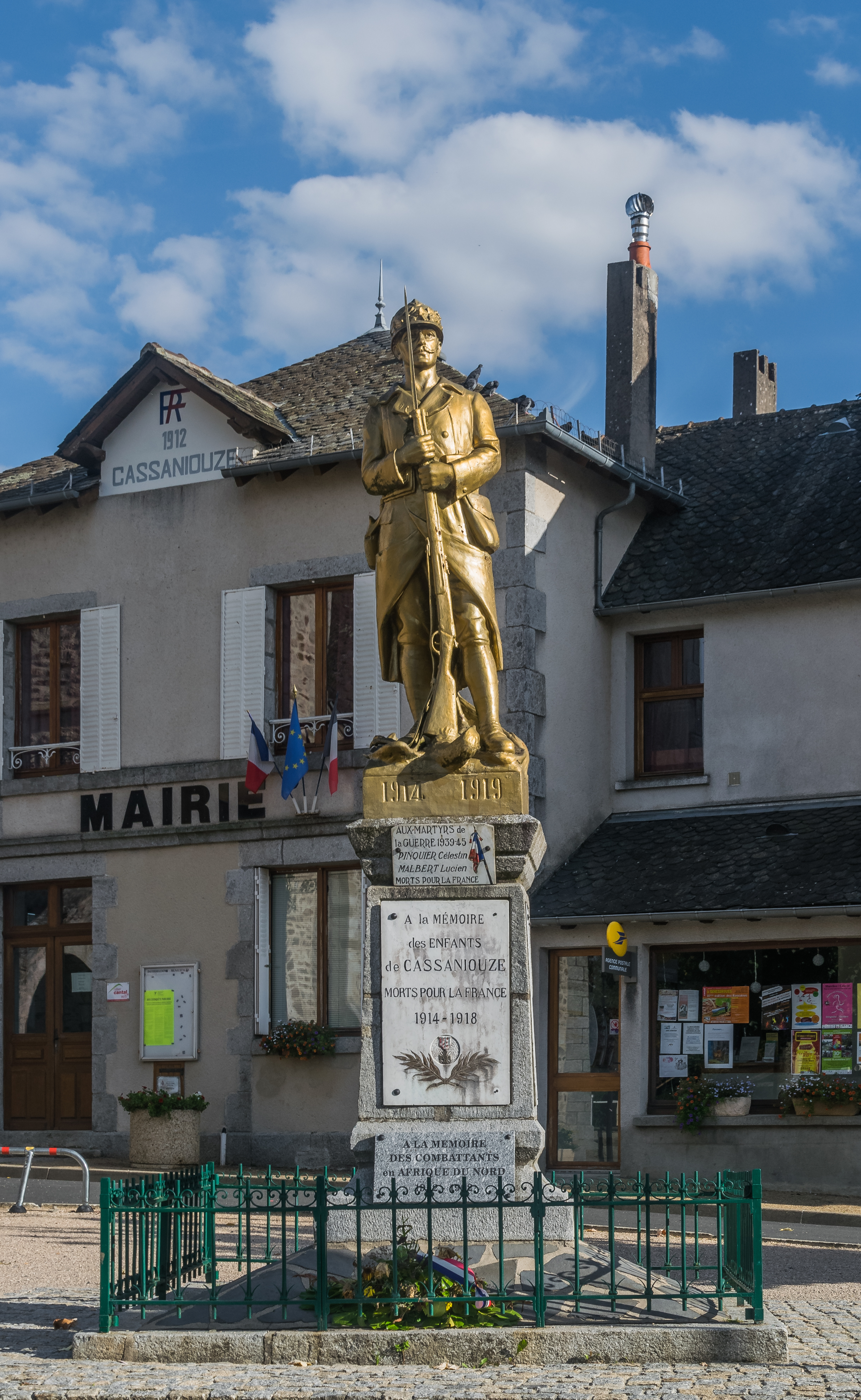

### Lieux et monuments
- Église Notre-Dame-de-la-Purification de Cassaniouze.
- Laveissière (La Bessière), ancienne maison de l'Hôpital de l'ordre de Saint-Jean de Jérusalem devenue ensuite un membre de la commanderie de Narbonne au sein du grand prieuré de Saint-Gilles[20],[21].

### Personnalités liées à la commune
- Famille de Roquemaurel